# Sharm el-Sheikh
Sharm el-Sheikh (arabiska: شرم الشيخ, Sharm al-Shaykh eller Sharm ash-Shaykh) är en stad som under 1980-talet etablerade sig som turistort på Sinaihalvön i Egypten. Folkmängden uppgår till cirka 40 000 invånare. Den var fram till 1900-talet endast en beduinby, men det klara vattnet kombinerat med fina korallrev lockade dykare vilket blev startskottet för turismen till staden. Bland de populäraste platserna att dyka på kan nämnas Naama Bay, Shark Bay och Ras Muhammad. För dem som uppskattar skeppsvrak finns Thistlegorm, som är ett gammalt fraktskepp.
Staden har en internationell flygplats, Sharm el-Sheikhs internationella flygplats, med flygförbindelser till främst Asien och Europa. I staden har det  hållits en rad fredsmöten där olika problem inom arabvärlden diskuterats, exempelvis situationen i Palestina och, i början av 2005, valet i Irak. 
Den 23 juli 2005 skakades staden av en attack av sju självmordsbombare som krävde minst 88 personers liv, av vilka flera var turister.
Under 2010 omkom en tysk turist av en hajattack utanför Naama Bay.

## Klimat
Staden har ett subtropiskt ökenklimat med extremt lite nederbörd. Normala dagstemperaturer under vintern är 20–25 °C och 33–37 °C under sommaren.
Normala temperaturer och nederbörd i Sharm el-Sheikh:
|                                            | Jan | Feb | Mar | Apr | Maj | Jun | Jul | Aug | Sep | Okt | Nov | Dec |
| ------------------------------------------ | --- | --- | --- | --- | --- | --- | --- | --- | --- | --- | --- | --- |
| Normaldygnets maximitemperaturs medelvärde | 21  | 22  | 25  | 28  | 32  | 34  | 35  | 35  | 33  | 30  | 26  | 22  |
| Normaldygnets minimitemperaturs medelvärde | 10  | 11  | 14  | 17  | 20  | 23  | 25  | 25  | 23  | 20  | 16  | 12  |
|                                            |     |     |     |     |     |     |     |     |     |     |     |     |
| Nederbörd                                  | 0   | 1   | 1   | 0   | 0   | 0   | 0   | 0   | 0   | 1   | 0   | 1   |

| Diagram | temperaturer i °C • månadsnederbörd i mm | temperaturer i °C • månadsnederbörd i mm | temperaturer i °C • månadsnederbörd i mm | temperaturer i °C • månadsnederbörd i mm | temperaturer i °C • månadsnederbörd i mm | temperaturer i °C • månadsnederbörd i mm | temperaturer i °C • månadsnederbörd i mm | temperaturer i °C • månadsnederbörd i mm | temperaturer i °C • månadsnederbörd i mm | temperaturer i °C • månadsnederbörd i mm | temperaturer i °C • månadsnederbörd i mm | temperaturer i °C • månadsnederbörd i mm |
|         | 0 21 10                                  | 1 22 11                                  | 1 25 14                                  | 0 28 17                                  | 0 32 20                                  | 0 34 23                                  | 0 35 25                                  | 0 35 25                                  | 0 33 23                                  | 1 30 20                                  | 0 26 16                                  | 1 22 12                                  |

| Jan         | Feb         | Mar         | Apr         | Maj         | Jun         | Jul         | Aug         | Sep         | Okt         | Nov         | Dec         |
| ----------- | ----------- | ----------- | ----------- | ----------- | ----------- | ----------- | ----------- | ----------- | ----------- | ----------- | ----------- |
| 22 °C 72 °F | 21 °C 70 °F | 21 °C 70 °F | 23 °C 73 °F | 24 °C 75 °F | 26 °C 79 °F | 27 °C 81 °F | 28 °C 82 °F | 28 °C 82 °F | 27 °C 81 °F | 25 °C 77 °F | 24 °C 75 °F |

## Geografi

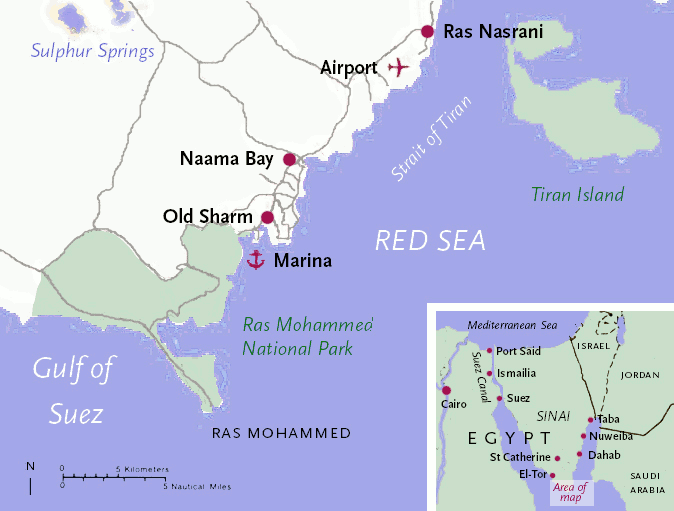
Karta över Sharm el-Sheikh.

### Andra städer inom samma latitud
- Tampa, USA (Florida)
- Katmandu, Nepal
- Sabha, Libyen